# Коелија Конкордија
Коелија Конкордија (лат. Coelia Concordia) била је последња весталка у историји и уједно последња Велика весталка (лат. Vestalis Maxima). Вестин храм је 391. године затворио цар Теодосије I и Коелија је одустала од своје службе 394. године. Касније током живота је преобратила у хришћанство и умрла је двадесет година касније. 